# Mount Wilhelm Christophersen
Mount Wilhelm Christophersen är ett berg i Antarktis. Det ligger i Västantarktis. Nya Zeeland gör anspråk på området. Toppen på Mount Wilhelm Christophersen är 3 389 meter över havet.
Terrängen runt Mount Wilhelm Christophersen är varierad. Trakten är obefolkad. Det finns inga samhällen i närheten.